# Urmiameer
Het Urmiameer of Oermiameer (Perzisch: دریاچه ارومیه Daryacheh-ye Orumieh; Koerdisch: دەریاچەی ورومیە; Azerbeidzjaans: ارومیه گولو , ارومیه گولی) is een zoutmeer in het noordwesten van Iran, vlak bij de grens met Turkije. Het meer bevindt zich op de grens tussen de provincies Oost-Azerbeidzjan en West-Azerbeidzjan.
Het Urmiameer is het grootste meer in Iran, en het op een na grootste zoutmeer ter wereld. Het had een oppervlakte van gemiddeld 5200 vierkante kilometer, maar dit is door droogte en intensief waterverbruik fors verminderd.

## Geschiedenis
Het meer is vernoemd naar de provinciehoofdstad Urmia. De naam is Syrisch voor stad van het water. Begin jaren 30 van de 20e eeuw werd het meer Rezaiyehmeer genoemd, vernoemd naar Reza Pahlavi, maar dat werd begin jaren 70 aangepast naar Urmiameer. Andere oude benamingen van het meer zijn Kabudameer, Matienemeer en Nairische zee.
Het meer vormt een grote barrière tussen twee van de belangrijkste steden in West-Azerbeidzjan en Oost-Azerbeidzjan: Urmia en Tabriz. In de jaren zeventig werd een project gestart om een brug voor een snelweg aan te leggen door het meer, maar dit plan werd geschrapt door uitbraak van de Iraanse Revolutie in 1979. Begin 2000 werd het plan weer opgepakt. In november 2008 werd de brug alsnog voltooid. De brug heeft echter ondanks anti-corrosie behandeling zwaar te lijden onder roest van de fundering door het hoge zoutgehalte in het water.

Het krimpen van het meer tussen 1984 en 2014

Het Urmiameer krimpt al geruime tijd, met een gemiddelde jaarlijkse verdamping van 0,6 meter. In 2014 had het meer nog maar een oppervlakte van 1000 km², ofwel een vijfde van de oorspronkelijke omvang. Het watervolume was gedaald van 32 km³ naar minder dan 2 km³. De belangrijkste redenen voor de krimp zijn de ernstige droogte die in 1998 begon en het intensiever gebruik van het water voor de landbouw.
In 2014 nam de Iraanse president Rouhani het initiatief om de situatie te verbeteren. Hij maakte direct 320 miljoen euro vrij voor maatregelen waaronder watersuppletie. Het programma loopt tot 2023 en meer geld zal worden besteed aan het herstel. In 2016 bereikte het meer al weer een omvang van 2100 km².
Het meer is sinds 1976 een UNESCO biosfeerreservaat.

## Samenstelling
De voornaamste kationen in het zoute water van het meer zijn Na+, K+, Ca2+, Li+ en Mg2+. De meeste anionen zijn Cl−, SO42− en HCO3−. De saliniteit, de concentratie natriumchloride is ongeveer vier keer zo hoog als bij zeewater (14%). De concentratie natriumionen is in het zuiden van het meer iets hoger dan in het noorden, wat mogelijk een gevolg is van het feit dat het water in het zuiden minder diep is.
Vanwege de afname van het water in het meer, neemt de concentratie zout toe. De zoutconcentratie in het meer bedraagt momenteel 300 gram per liter. Het zout heeft volgens de overlevering positieve effecten voor de gezondheid, zoals een genezing van reuma.

## Flora en fauna
De vegetatie rond het meer is in de loop der jaren veranderd van de Alsem/grassteppen naar steppebossen.
Vanwege de hoge saliniteit komen in het meer geen vissoorten voor. Desondanks wordt het meer gezien als een van de grootste natuurlijke habitats van de artemia of pekelkreeftjes, die als voedselbron dienen voor de vele vogels die het meer aandoen op hun trektochten, zoals flamingo's. Het grootste gedeelte van het meer wordt gezien als een nationaal park.
De eilanden in het meer worden geregeld aangedaan door vogels, zoals de pelikanen, lepelaars, ibis, ooievaars, kluten en meeuwen.

## Eilanden
Het Urmiameer kent 102 eilanden. De meeste zijn kleine rotsen die uit het water steken. Het op een na grootste eiland, Kaboudi, is de begraafplaats van Hulagu, de kleinzoon van Dzjengis Khan.
De eilanden zijn:
| - Aram - Arash - Ardeshir - Arezu - Ashk - Ashk-Sar - Ashku - Atash - Azar - Azin - Bahram - Bard - Bardak - Bardin - Bastvar - Bon - Bon-Ashk | - Borz - Borzin - Borzu - Chak-Tappeh - Cheshmeh-Kenar - Dey - Espir - Espirak - Espiro - Garivak - Giv - Golgun - Gordeh - Gorz - Iran-Nezhad - Jodarreh - Jovin | - Jowzar - Kabudan (Qoyun daghi) - Kafchehnok - Kakayi-e Bala - Kakayi-ye Miyaneh - Kakayi-e Pain - Kalsang - Kam - Kaman - Kameh - Kariveh - Karkas - Kaveh - Kazem-Dashi - Kenarak - Khersak - Kuchek-Tappeh | - Magh - Mahdis - Mahvar - Markid - Mehr - Mehran - Mehrdad - Meshkin - Meydan - Miyaneh - Nadid - Nahan - Nahid - Nahoft - Nakhoda - Navi - Naviyan | - Omid - Panah - Penhan - Pishva - Sahran - Samani - Sangan - Sangu - Sarijeh - Sepid - Shabdiz - Shahi (Eslami) - Shahin - Shamshiran - Shur-Tappeh - Shush-Tappeh - Siyavash | - Siyah-Sang - Siyah-Tappeh - Sorkh - Sorush - Tak - Takht - Takhtan - Tanjeh - Tanjak - Tashbal - Tir - Tus - Zagh - Zar-Kaman - Zarkanak - Zar-Tappeh - Zirabeh |